# Athrotaxis
Genre
Classification phylogénétique
Athrotaxis D. Don, 1841 est un genre de deux ou trois (suivant les classifications) espèces sempervirentes de gymnospermes, de la famille des Cupressaceae (sous-famille des Athrotaxidoideae). Le genre est actuellement endémique de la Tasmanie où on le trouve en altitude dans les zones montagnardes et subalpines, notamment dans les forêts pluviales tempérées.  
A. cupressoides et A. selaginoides sont classés comme vulnérables (VU) sur la Liste rouge de l’UICN. A. × laxifolia, en tant qu’hybride rare, est lui considéré en danger (EN). Ces arbres sont sensibles aux incendies. Il est estimé que 40 % des A. selaginoides ont disparu à cause des feux de forêt au cours des 200 dernières années. De plus des maladies fongiques, notamment causées par Phytophthora, ont été signalées.

## Description

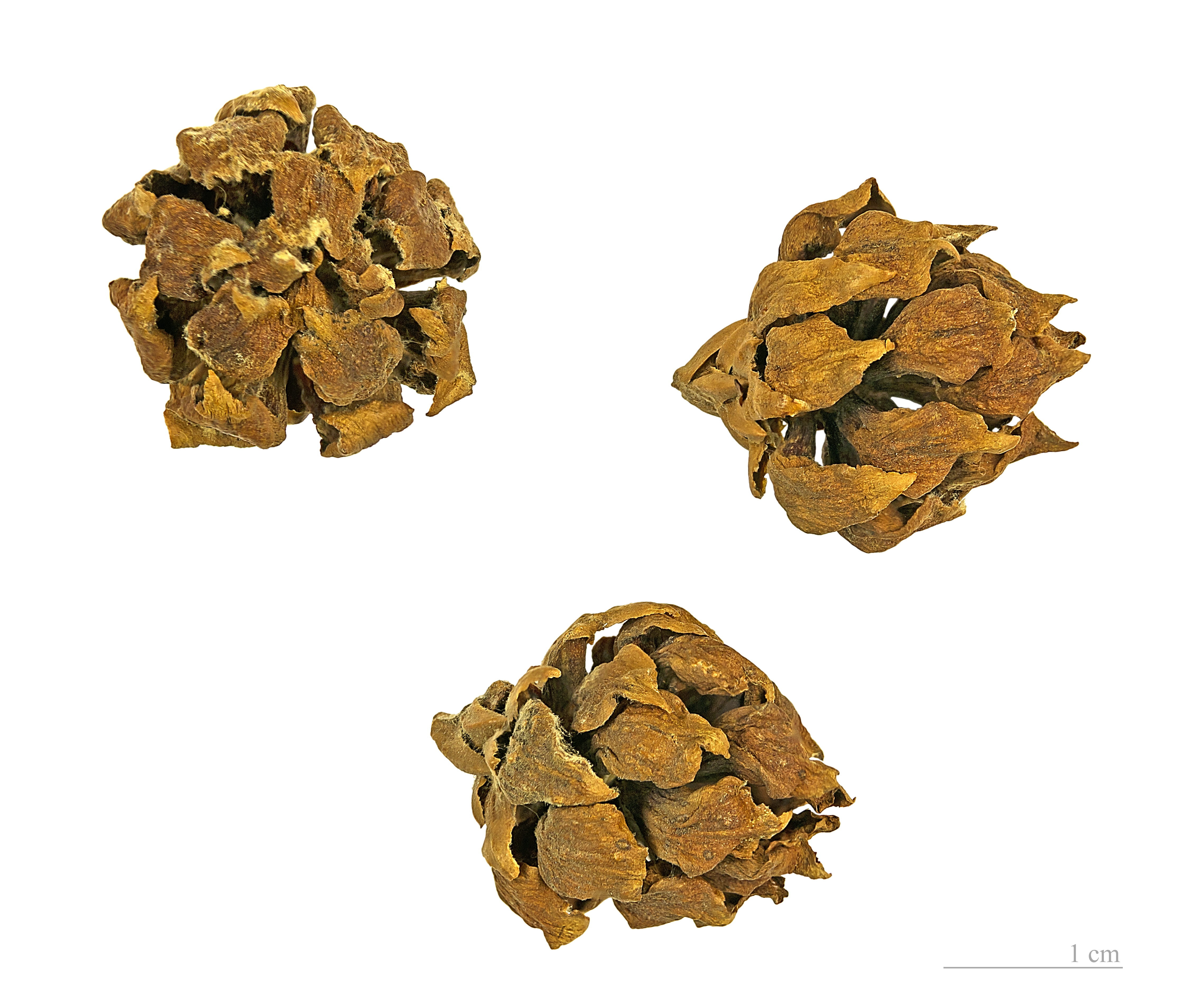
Cônes dAthrotaxis selaginoides au Muséum de Toulouse.

Ce sont des arbres à végétation persistante atteignant 10 à 30 m de haut (rarement 40 m) et 1 à 1,5 m de diamètre. Le genre est relativement longévif, certains individus étant connus pour dépasser les 1 000 ans.
Le tronc est habituellement droit et unique, mais en zones subalpines, sous l'effet du vent et de conditions rigoureuses, ils peuvent devenir rabougris (forme "krummholz") ou se ramifier en plusieurs troncs.

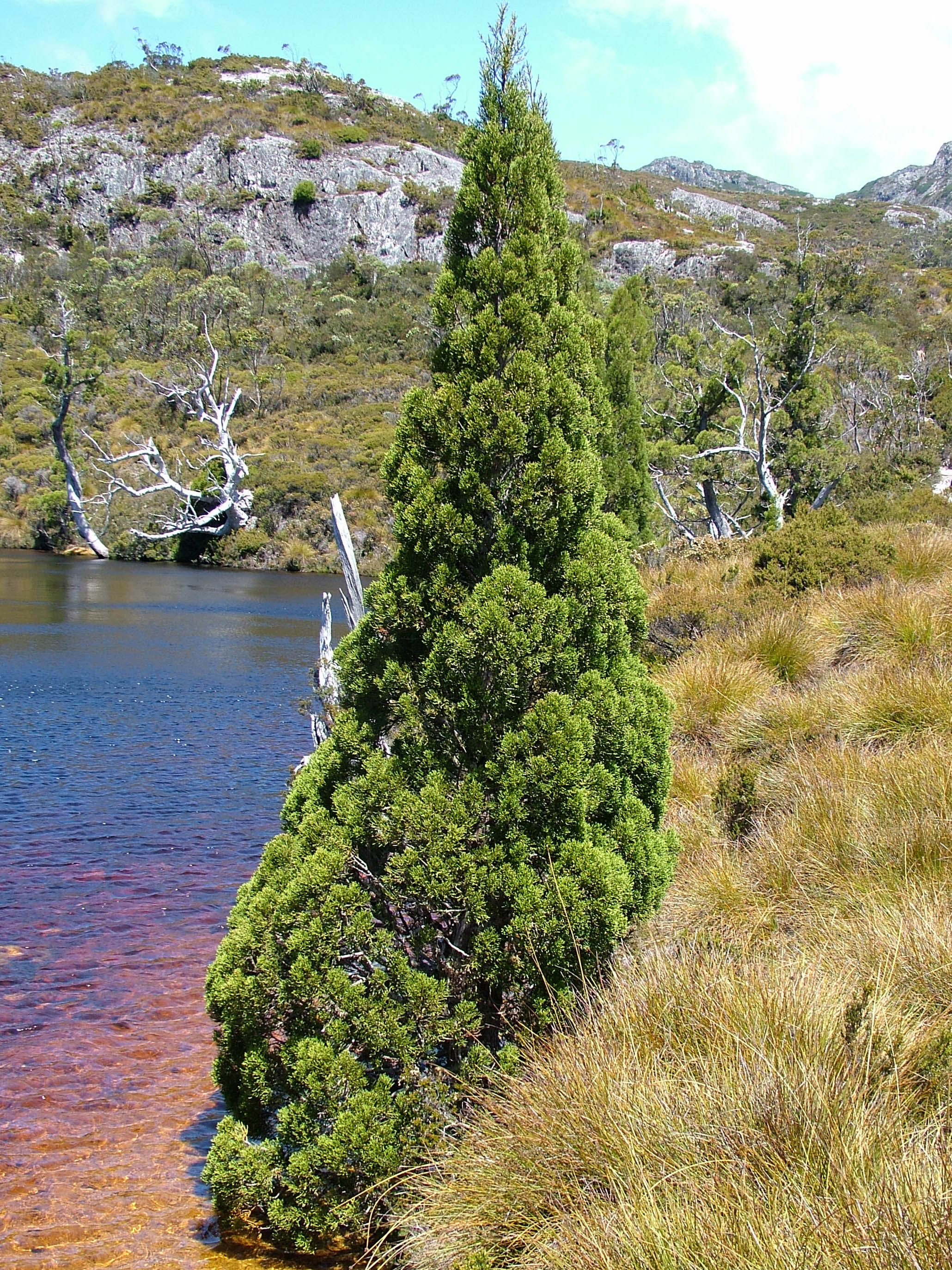
Athrotaxis cupressoides
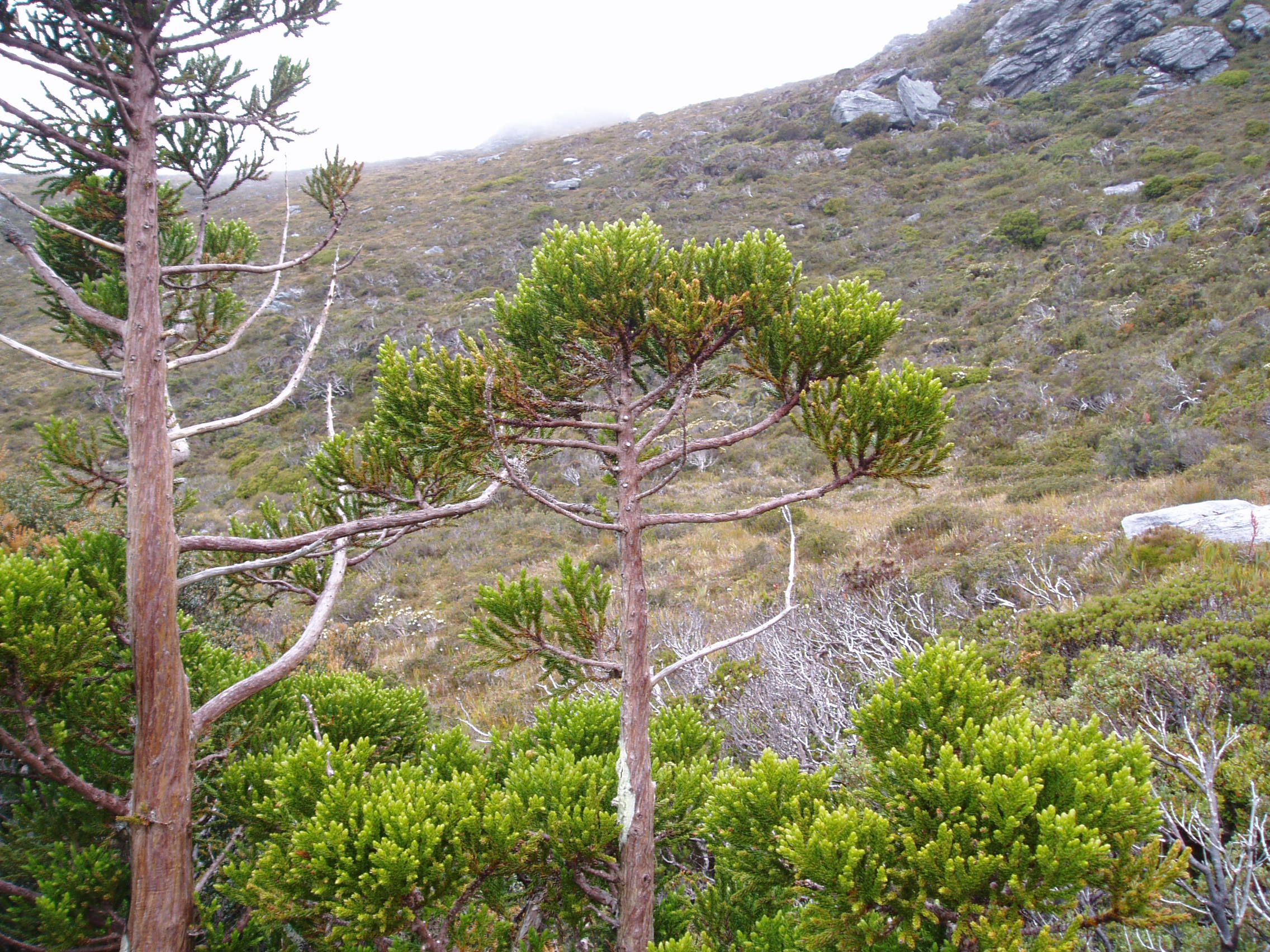
Athrotaxis selaginoides
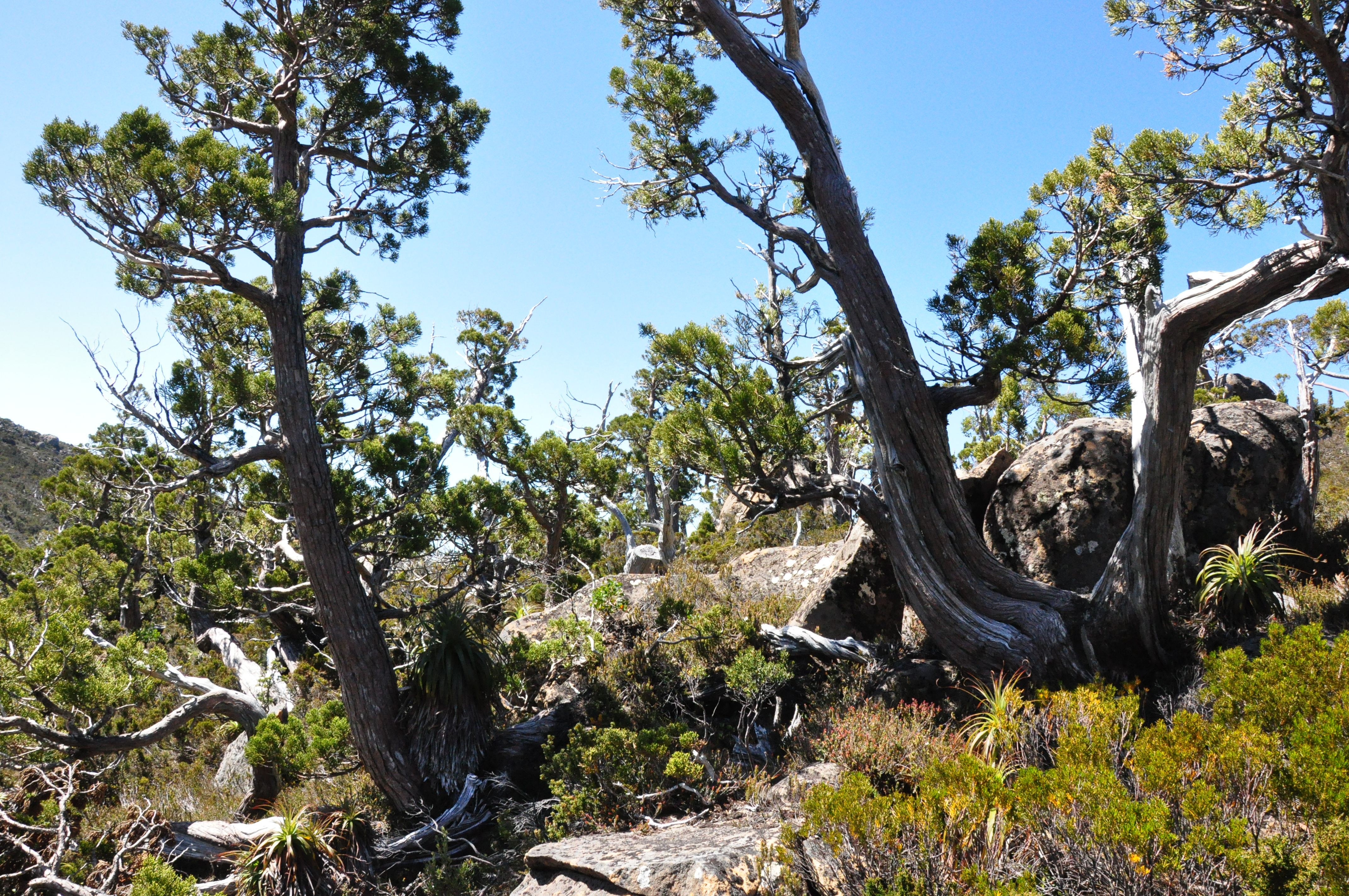
Athrotaxis cupressoides
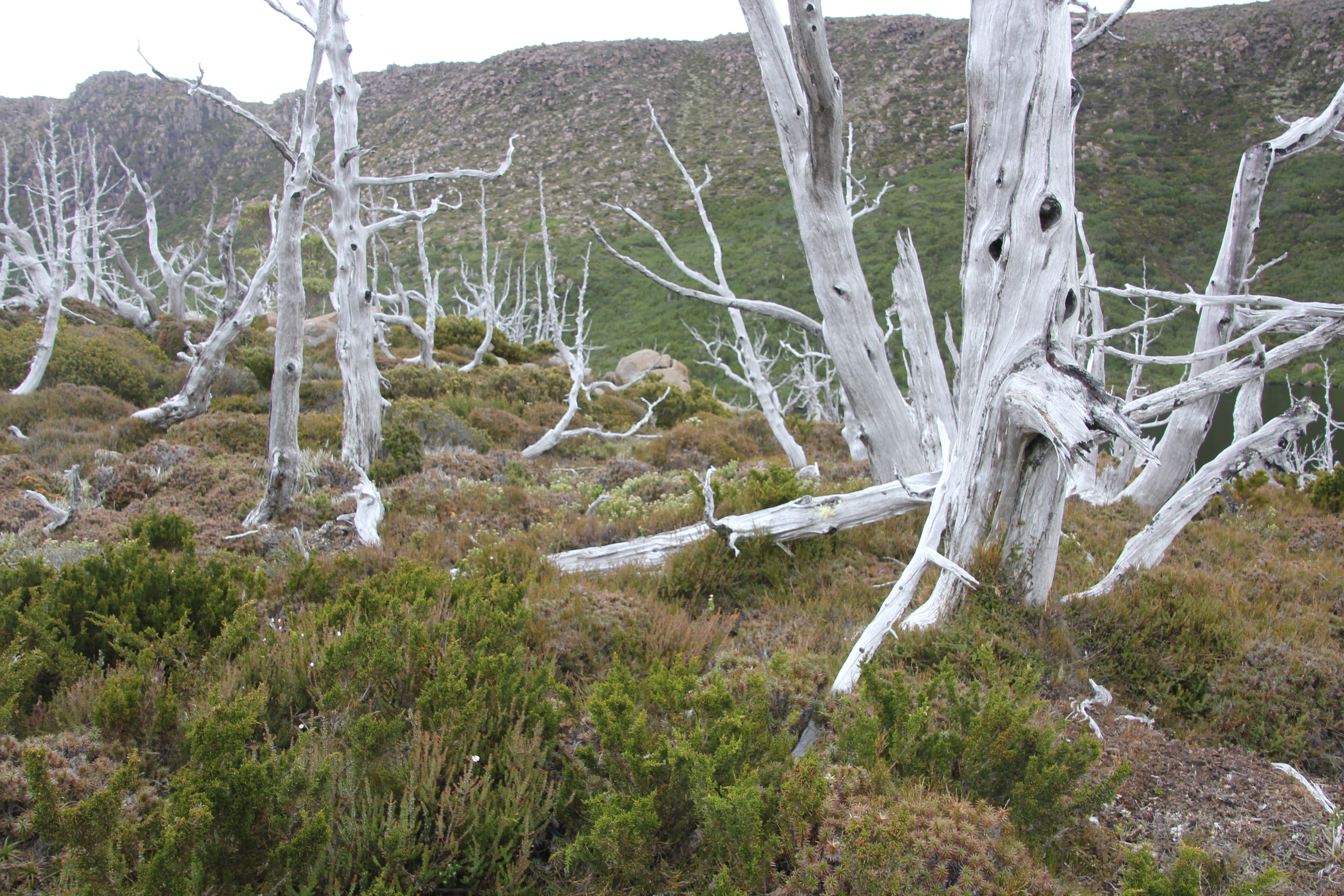
Athrotaxis cupressoides tués par un incendie
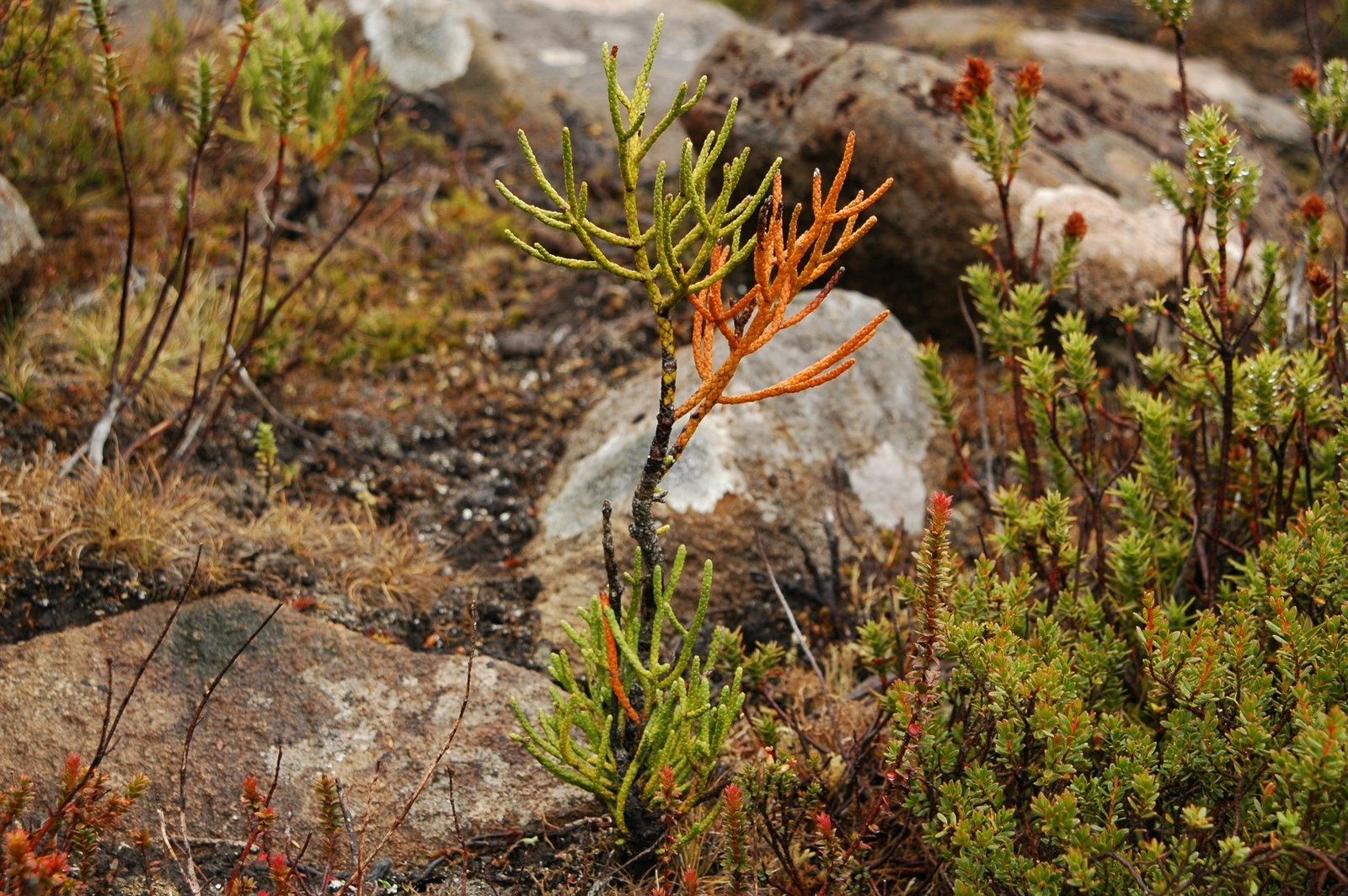
Plantule d’Athrotaxis cupressoides établie sur substrat dénudé à la suite d’un incendie
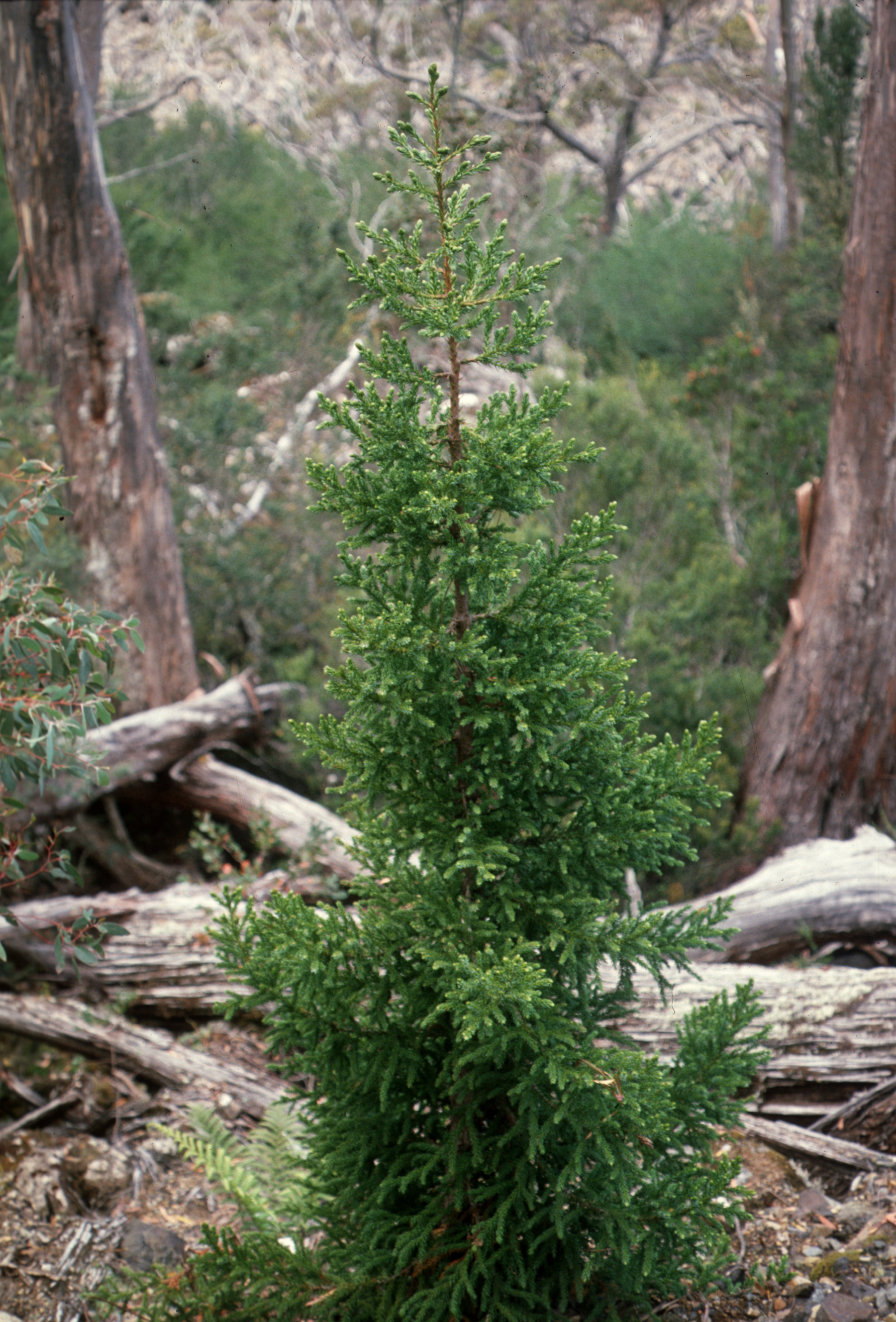
Athrotaxis selaginoides
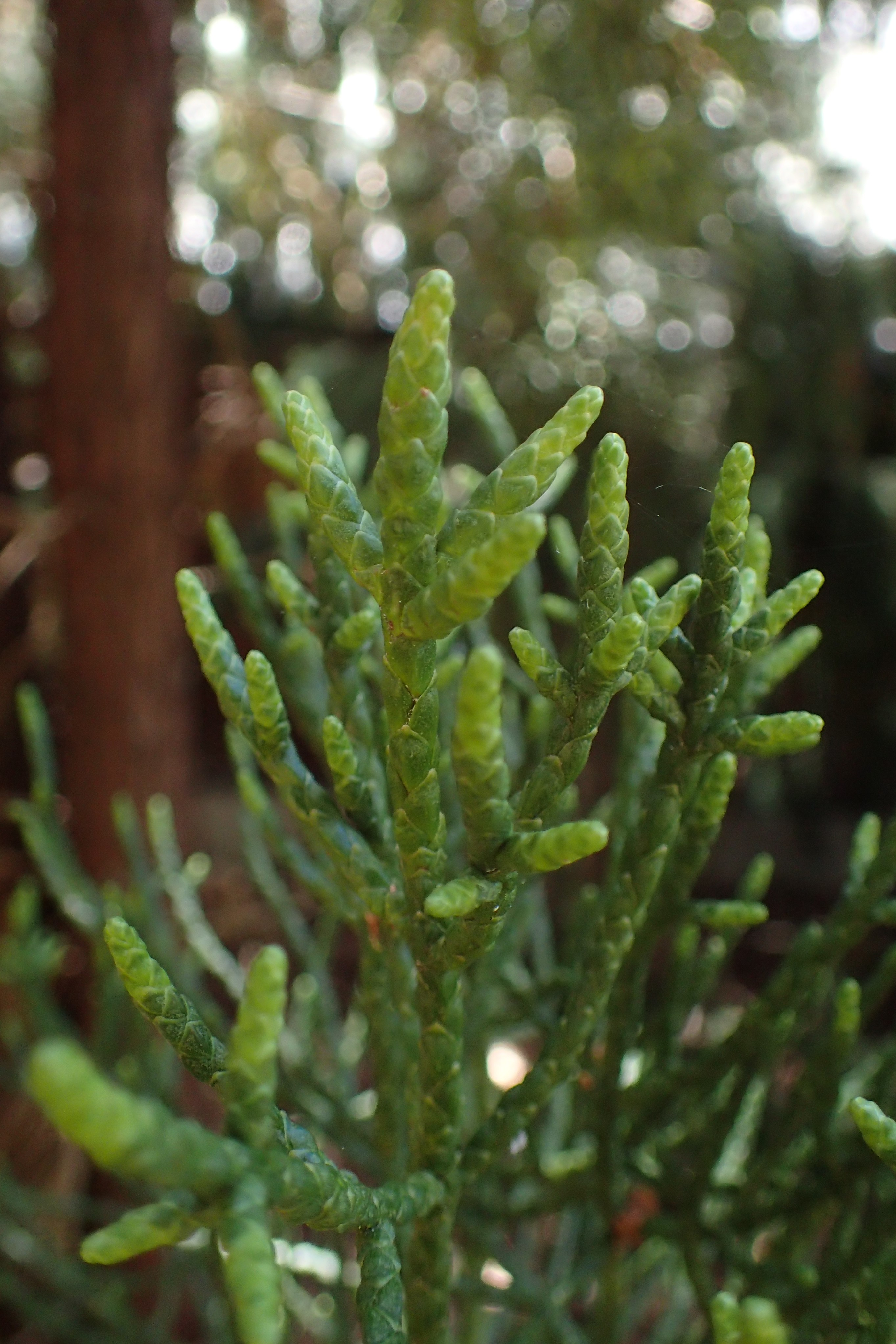
Athrotaxis cupressoides
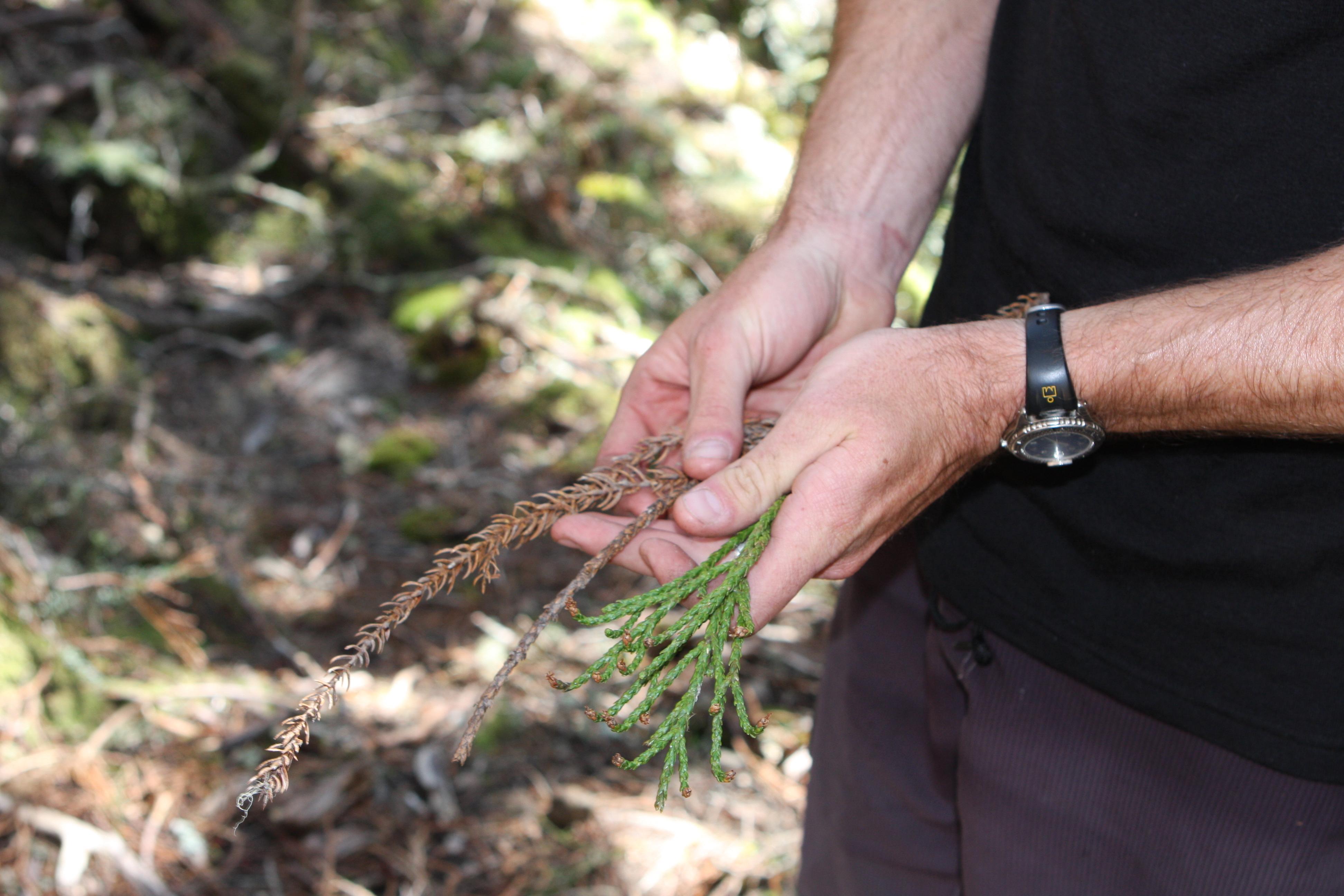
Comparaison du feuillage des Athrotaxis

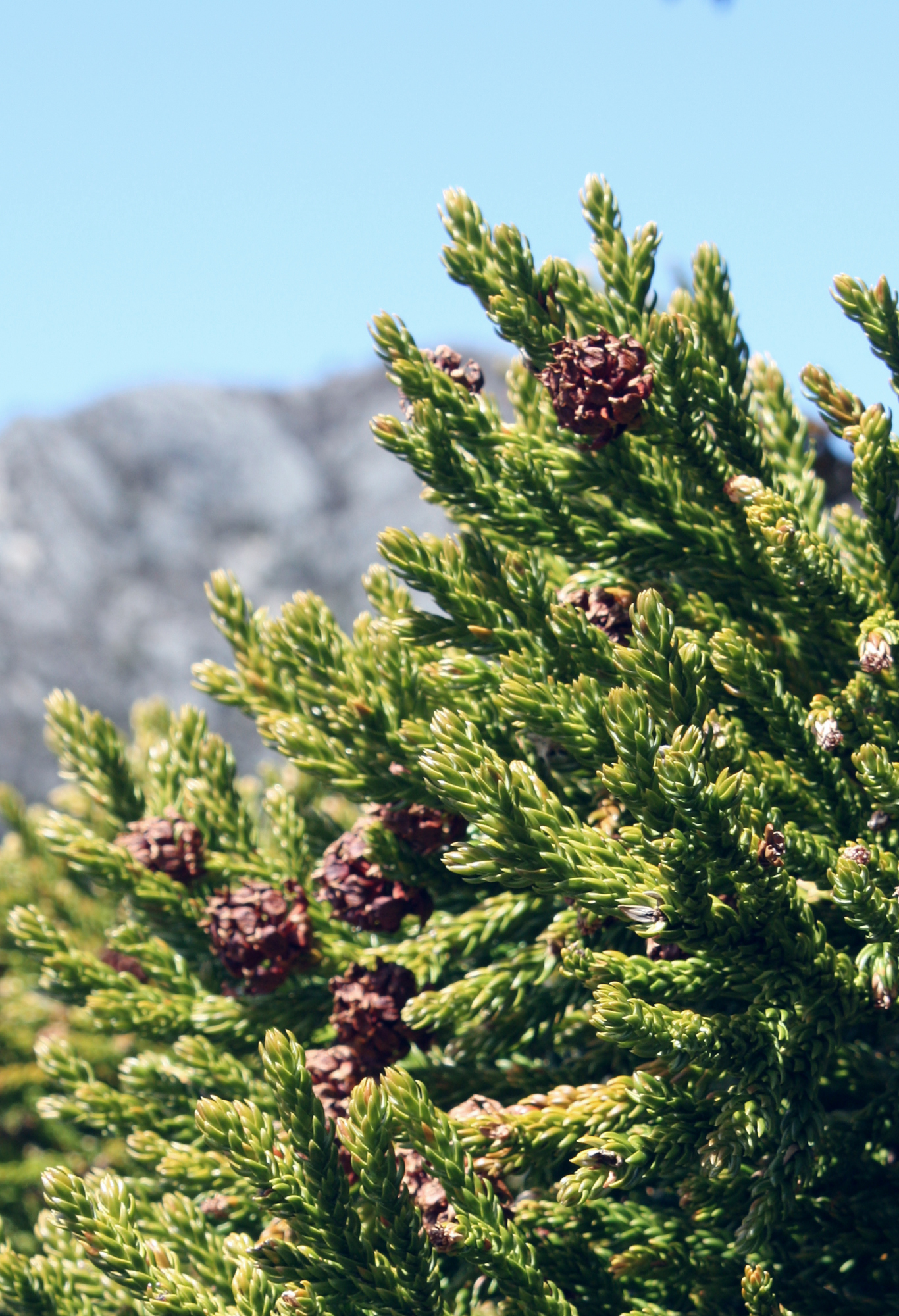
Feuillage et cônes d'Athrotaxis selaginoides. Cradle Mountain, Tasmanie.

Les feuilles sont des écailles de 3 à 14 mm de long disposées en spirales.
Les cônes à graines (femelles) sont terminaux et solitaires, globuleux à ovoïdes, de 10 à 25 mm de diamètre (ils portent 15 à 30 écailles qui ont chacune plusieurs graines). D’abord verts pâles puis devenant bruns, ils s’ouvrent légèrement à maturité, qui survient 7 à 9 mois après leur fécondation et restent généralement sur l’arbre pendant environ un an supplémentaire. Les cônes polliniques sont également terminaux et solitaires mais plus petits, ils libèrent leur pollen au début du printemps.

## Taxonomie
On distingue classiquement trois espèces actuelles d'Athrotaxis, mais la troisième, Athrotaxis laxifolia, est sans doute un hybride des deux premières. Ce sont :
- Athrotaxis cupressoides (en)  D. Don (1838). Les feuilles sont petites ( 3–6 × 2–3 mm). Les cônes à graines sont petits (10–16 mm de diamètre, avec 10–15 écailles et  20–30 graines) ;
- Athrotaxis selaginoides D. Don (1838), (espèce type). Les feuilles sont les plus longues ( 7–18 × 3–4 mm) s’écartant vers l’extrémité du rameau. Les cônes à graines sont les plus grands (15–25 mm de diamètre, avec 20–30 écailles et  40–60 graines). Les arbres les plus grands et les plus hauts appartiennent à A. selaginoides ;
- Athrotaxis laxifolia Hook (1843).  Feuilles ont une morphologie intermédiaire (4–12 × 2–3 mm). Les cônes à graines sont de taille intermédiaire (1,5–2,5 cm). Cette espèce est désormais souvent considérée comme hybride des deux autres et ne se trouve naturellement que dans les zones où les deux espèces parentales coexistent.

| Nom scientifique               |  | Feuilles |
| ------------------------------ |  | -------- |
| Athrotaxis cupressoides D.Don. |  |          |
| Athrotaxis selaginoides D.Don. |  |          |
| Athrotaxis X laxifolia Hook.   |  |          |
|                                |  |          |

L'hybride A. × laxifolia est parfois considéré comme une espèce distincte, mais les études génétiques montrent qu’il résulte d’un croisement entre A. cupressoides (mère) et A. selaginoides (père).

## Histoire évolutive
Athrotaxis est le seul genre actuel de la sous-famille des Athrotaxidoideae, mais la sous-famille apparait dans la flore dès le Mésozoïque.
Une étude moléculaire menée en 2021 à révélé que les Athrotaxidoideae forment le groupe frère des Sequoioideae. Et ce, malgré le fait que les deux sous-familles présentent aujourd’hui des répartitions situées dans des hémisphères totalement opposés. L’étude indique que ces deux lignées auraient divergé au cours du Jurassique moyen à supérieur, ce qui est cohérent avec le registre fossile, le plus ancien représentant connu des Athrotaxidoideae étant † Athrotaxites lycopodioides, d'Allemagne (calcaire de Solnhofen) du Tithonien inférieur, une période du Jurassique supérieur.

## Usages
Le genre s’est révélée utile dans les recherches dendrochronologiques.
En raison de leur croissance lente et de leur habitat reculé, le bois semble peu exploité commercialement. Waldheim, un pavillon historique du parc national de Cradle Mountain, est construit en A. selaginoides.  
Les Athrotaxis forment de beaux arbres ornementaux que l'on trouve certes dans les principaux parcs nationaux de leur aire de répartition mais aussi dans les arboretums et les jardins botaniques. Ils sont cultivés avec succès loin de leur pays d'origine pourvu que le climat s'y prête : îles Britanniques, côte Pacifique du Nord de l'Amérique, Nouvelle-Zélande, etc.